# Carex cephaloidea
Carex cephaloidea är en halvgräsart som först beskrevs av Chester Dewey, och fick sitt nu gällande namn av Chester Dewey och Francis M.B. Boott. Carex cephaloidea ingår i släktet starrar, och familjen halvgräs. Inga underarter finns listade i Catalogue of Life.